# Neusiedl an der Zaya
Neusiedl an der Zaya är en ort och kommun  i Österrike. Den ligger i distriktet Gänserndorf i förbundslandet Niederösterreich,  55 km nordost om huvudstaden Wien.
Kommunen består av två orter (Ortschaften) (inom parentes invånarantal 1 januari 2024):
- Neusiedl an der Zaya (1 115)
- St. Ulrich (127)